# Amrita Arora

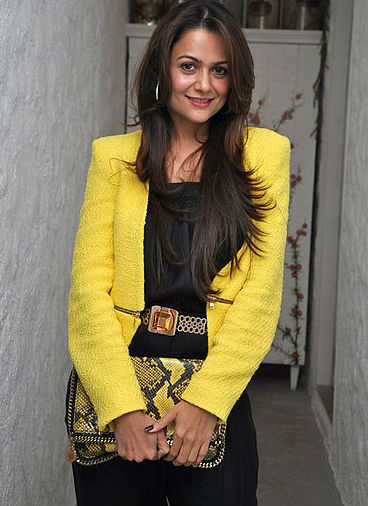
Amrita Arora

Amrita Arora Ladak (Hindi अमृता अरोड़ा; * 31. Januar 1981 in Bombay, Maharashtra) ist eine indische Filmschauspielerin.

## Leben
Ihre Karriere begann sie als Model und trat anschließend auch in Musikvideos und in Anzeigen für verschiedene Werbeprodukte auf. Jetzt ist sie Moderator bei MTV India.
Ihre Debütfilm war Kitne Door Kitne Paas an der Seite von Fardeen Khan, der an den Kassen floppte. Es folgten weitere Filme wie Awaara Pagal Deewana, Zwei Herzen für Rani und Golmaal Returns, die sehr erfolgreich waren.
Sie ist die Schwester von Malaika Arora, mit der sie gemeinsam in der Sendung Koffee with Karan auftrat. Im März 2009 heiratete sie Shakeel Ladakh.

## Filmografie (Auswahl)
- 2002: Kitne Door Kitne Paas
- 2002: Awara Paagal Deewana
- 2003: Ek Aur Ek Gyarah
- 2003: Zameen (Gastauftritt)
- 2004: Shart – Die Herausforderung (Shart: The Challenge)
- 2004: Girlfriend
- 2004: Zwei Herzen für Rani (Mujhse Shaadi Karogi)
- 2004: Rakht: What If You Can See the Future
- 2006: Fight Club – Members Only
- 2007: Raakh
- 2007: Deha
- 2007: Red: The Dark Side
- 2007: Heyy Babyy (Gastauftritt)
- 2007: Godfather: The Legend Continues
- 2007: Om Shanti Om
- 2007: Speed
- 2008: Rama Rama Kya Hai Dramaaa
- 2008: Hello
- 2008: Heroes
- 2008: Golmaal Returns
- 2009: Kambakkht Ishq – Drum prüfe wer sich ewig bindet (Kambakkht Ishq)